# 五藤正形
五藤 正形（ごとう まさかた、1866年9月9日（慶応2年8月1日）- 1936年（昭和11年）12月17日）は、明治・大正期の政治家。貴族院多額納税者議員。土陽美術会高知支部長。土佐図書倶楽部（土佐史談会の前身）創設者。板垣伯銅像記念碑建設同志会監事。勲四等・士族。安芸五藤家10代目当主。

## 来歴
慶応2年8月1日（1866年9月9日）、土佐藩家老（5000石）・五藤正身（内蔵助）の長男として土佐国安芸郡土居村（現・安芸市）に生まれる。母・利喜子（福留錠之助長女）は正身の側室であったため、正形は高知城下ではなく、父の所領の土居（※土佐藩における幕府へ無届けの城）で育つ。
父の正室・加賀野井多賀子（桐間成卓（主鈴）女）に、子が生まれなかったことから、明治2年（1869年）3月、土佐藩家老（執政）の父の招きにより、生母・利喜子と共に高知城下へ移る。明治8年（1875年）2月26日、父・正身が享年57歳で歿したため、同年4月17日、亡父跡目を相続した。維新後は、大地主の素封家として農業も営んだ。明治16年（1883年）4月、土佐郡雑喉場、深尾丹吉郎（深尾丹波）の長女・秀と婚姻。
明治26年（1893年）高知市議会議員に当選。明治30年（1897年）まで市会議員を務め、明治30年（1897年）から明治36年（1903年）まで高知県議会議員を務めた。明治37年（1904年）貴族院多額納税者議員に互選され、同年9月29日に就任し明治39年（1906年）9月21日まで在任した。日露戦争時には高知恤兵通信会長を務め、明治44年（1911年）高知市参事会員となる。大正4年（1915年）高知武揚協会長に就任し、私立実科高等女学校創立に私財を擲ち、経営に当たった。その他、土佐貯金銀行頭取などを務める。大正10年（1921年）7月31日、安藝喜代香の推挙により、町田旦龍、森下高茂らとともに、板垣伯銅像記念碑建設同志会の監事に就任した。

## 土佐図書倶楽部の創設
明治36年（1903年）所有する書籍数千冊を、公共の利に資するよう公開（蔵書は後に高知県立図書館に寄贈）。「土佐図書倶楽部」と名づけて毎月集会を開き、書評・研究内容をまとめて同名の雑誌を発刊した。大正4年（1915年）、蔵書を高知県立図書館に寄贈。これが、明治44年（1911年）、三宅謙四郎、中城直正、武市佐市郎らによって作られた「高知県史編纂所」と融合し、大正6年（1917年）、発足したのが現在の「土佐史談会」である。

## その他
- 地元画家のパトロンになるなど、郷土文化の発展に寄与した[5]。

## 墓所
昭和11年（1936年）12月17日逝去。享年71歳。
墓は筆山の塩屋崎側（吉田東洋墓の西方上）にある。

## 親族
- 祖父：五藤正順（外記）- 土佐藩家老[3]
  - 伯父：五藤正保（主計・榮吉[3]）
  - 伯母（正保妻）：深尾蕃済（近江）長女・喜代子[3]
  - 父：五藤正身（内蔵助）- 兄・正保の養子となり家を継ぐ[3]。戊辰東征に従軍、のち土佐藩大参事。
  - 継母（正身正室）：桐間成卓（主鈴）女・加賀野井多賀子[3]
  - 母（正身側室）：福留錠之助長女・利喜子[3]
    - 本人：五藤正形
    - 妻：深尾丹吉郎[12]長女・秀（墓は安芸市の五藤家墓所にあり[3]）
      - 長男：五藤正盛（早世）
      - 次男：五藤哲雄（早世）
      - 三男：五藤正雄（早世）
      - 四男：五藤正枝（早世）
      - 五男：五藤正道
      - 正道妻：福岡孝顯妹
      - 六男：五藤正敏（早世）
      - 七男：五藤正教（早世）
      - 八男：五藤正勝
      - 庶子：五藤正義
      - 庶子：五藤良政(11代当主・土居村 (高知県)村長[5])
      - 庶子：五藤豊勝
      - 長女：五藤 延（子爵・岩倉具明の弟・岩倉具廣に嫁した[1]）
        - 孫：岩倉具和

      - 庶子：五藤千鶴
      - 庶子：五藤藤尾
      - 庶子：五藤 鈴

## 補註
1. 1 2 3 4 5 6 7 8 9  『高知県人名事典 新版』高知新聞社、平成11年（1999年）、ISBN 4875032854、314頁
2. 1 2 3  『人事興信録 第4版』人事興信所編、人事興信所、大正4年（1915年）、こ45頁
3. 1 2 3 4 5 6 7 8 9 10 11 12 13 14  『土佐の墓（2）』山本泰三著、土佐史談会、昭和62年（1987年）
4. 1 2  『板垣退助君略傳』池田永馬編、板垣伯銅像記念碑建設同志会、大正13年（1924年）9月5日
5. 1 2 3  丸善出版編『47都道府県ご当地文化大百科』丸善出版株式会社、令和6年10月30日、p.37.
6. ↑  福永素久「近世土佐国安芸土居の修補と維持管理について : 「五藤家文書」を中心に」『史学論叢』第42号、別府大学史学研究会、2012年3月、34-57頁、CRID 1050564287799144448、ISSN 03868923。
7. ↑  「五藤正身」『高知県人名事典 新版』314頁。
8. 1 2  『人事興信録 第8版』人事興信所編、人事興信所、昭和3年（1928年）、こ88頁
9. 1 2  『貴族院要覧（丙）』昭和21年12月増訂、15頁。
10. ↑  『議会制度百年史 - 貴族院・参議院議員名鑑』199頁。
11. ↑  『第10回仁淀川流域学識者会議（現地視察）』平成31年（2019年）2月20日
12. ↑  第八十国立銀行取締役